# 霍禹
霍 禹（かく う、? - 紀元前66年）は、前漢の人。大司馬大将軍霍光の子で、宣帝の霍皇后の兄。

## 略歴
父の霍光は宣帝を擁立し、朝廷において権力を握っていた。霍禹は侍中中郎将となり、霍光の異母兄の霍去病の孫にあたる霍雲・霍山兄弟らと共に兵権を掌握した。地節2年（紀元前68年）に霍光が重病となると、霍禹は右将軍となり、霍光が死ぬと霍禹が爵位（博陸侯）を継承した。また、霍山が霍光を引き継いで領尚書事となった。
霍禹たちや霍光夫人の顕、霍光の娘たちは奢侈や横暴な行いが多かったが、咎められる者はいなかった。しかし霍光死後、宣帝が親政を始めると、御史大夫魏相・平恩侯許広漢・侍中金安上といった者が重用されるようになった。更に宣帝は中書令が直接上奏文を皇帝に引渡し、尚書を経由せずに上奏することができるようにし（封事）、領尚書事が上奏を検閲することができなくなったために儒者などによる霍氏の悪事などの告発が宣帝の目に触れるようになった。
霍光の娘婿である度遼将軍范明友などの霍氏縁者は揃って中央の要職にあったが遠ざけられ始めた。地節3年（紀元前67年）には霍禹は右将軍から大司馬に遷されたが、兵権は取り上げられ、実権は無かった。宣帝は霍氏一党から取り上げた兵権を自分が信頼する外戚の許氏・史氏に与えた。
そのころ、民間では霍光夫人の顕が宣帝の最初の皇后である許氏（許平君）を毒殺したと噂しており、顕も霍禹らに対してそれを認めたため、誅殺される危険を感じた霍禹らは反乱を企むようになった。
地節4年（紀元前66年）、霍雲の母の兄弟の李竟の友人が「上官皇太后に許広漢と丞相魏相を誅殺し、皇帝を廃位させるよう霍光夫人に言うべきです」と言っていたことを密告する者がおり、追い詰められた霍禹らは許広漢と魏相を誅殺して宣帝を廃位し霍禹を皇帝に立てようと企んだが発覚した。
霍雲・霍山・范明友は自殺した。霍禹は捕らえられ、腰斬の刑に処せられた。霍光夫人の顕ら他の一族もみな処刑された。霍光の娘であった皇后霍成君は廃位され、幽閉された。連座して誅殺された家は数千にのぼった。

## 登場作品
- テレビドラマ『雲中歌 〜愛を奏でる〜』（2013年、中国）